# Octave Delepierre
 (novembre 2017).
Si vous disposez d'ouvrages ou d'articles de référence ou si vous connaissez des sites web de qualité traitant du thème abordé ici, merci de compléter l'article en donnant les références utiles à sa vérifiabilité et en les liant à la section « Notes et références ».
Octave Delepierre, né le 4 avril 1804 à Bruges et mort le 18 août 1879 à Londres, est un avocat, archiviste, diplomate, auteur et historien belge.

## Biographie
Fils de Joseph Delepierre, receveur général de la province de Flandre occidentale pendant de nombreuses années, et de Marie-Claire de Peñeranda. Analphabète jusqu’à l’âge de 12 ans, il se qualifie pour l’université de Gand où, après avoir obtenu un doctorat en droit, en 1824, il devient avocat.
De 1827 à 1837, il exerce sa profession à Bruges où, en 1831, il devint secrétaire adjoint de la ville et bibliothécaire adjoint de Bruges. En 1837, il devient archiviste de la province de Flandre occidentale et, en 1838, bibliothécaire de Bruges. Collectionneur de livres et d’œuvres d’art, sa réputation d’historien local attira des visiteurs étrangers comme le prince Albert, dont il fut le guide à Bruges en 1839. La même année, il fut l’un des six fondateurs de la Société d'émulation de Bruges, dont il resta membre du conseil jusqu’en 1843.
En 1842, insatisfait de sa position officielle après l’échec d’une demande de promotion, il quitta Bruges sur les conseils de Sylvain Van de Weyer pour un emploi à l’ambassade de Belgique à Londres, d’abord comme secrétaire de légation, pendant plus de 35 ans,  puis comme consul général de Belgique à Londres, jusqu’en 1877, date à laquelle il démissionna.
En Angleterre, il a continué à publier sur ses passe-temps, qui étaient différents de ce qu’il avait occupé à Bruges et fait son chemin dans la société en organisant des réceptions le dimanche soir.
À sa mort, le 18 août 1879, à l’âge de 77 ans, chez son gendre, Nicolas Trübner, au 29 Upper Hamilton Terrace, à Londres, il fut inhumé au cimetière de Highgate le 22 août suivant. Delepierre était membre de la Society of Antiquaries of London et d’autres sociétés anglaises, belges et françaises. Il était également décoré de plusieurs ordres de chevalerie. Il avait épousé l’Anglaise Emily Napier (1809-1848).